# Aléxandros Papagos
Aléxandros Papagos (Αλέξανδρος Παπάγος) (Atenas, 9 de diciembre de 1883 - Atenas, 4 de octubre de 1955) fue un mariscal de campo griego, que comandó al ejército griego en la guerra ítalo-griega, y las últimas etapas de la guerra civil griega. Posteriormente fue nombrado primer ministro de su país.

## Biografía

### Inicios y carrera militar
Papagos nació en una familia acomodada, en Atenas, en 1883. Gracias a su origen y a los contactos con la corte logró ser enviado a estudiar en la academia de caballería de Bruselas. En 1906 se unió al ejército griego. Su lealtad a la monarquía durante la crisis entre Eleftherios Venizelos y los monarcas le llevó a ser expulsado por los partidarios del primero en 1917. El cambio de fortuna de los dos bandos políticos hizo que fuese readmitido en 1920, tras la derrota electoral de Venizelos.

### Posguerra
Participó en la fracasada campaña de Asia Menor, siendo de nuevo expulsado en 1923 tras su intento infructuoso de pronunciamiento para tratar de eliminar de las fuerzas armadas a los elementos antimonárquicos. En 1927 y gracias al acuerdo temporal entre venicelistas y antivenicelistas pudo regresar al Ejército.

### Restauración monárquica
Su participación fue notable en la restauración de la monarquía en 1935 y fue nombrado ministro de Asuntos Militares en el gabinete de Konstantinos Demertzis. Sustituido por el rey Jorge al frente del ministerio por Ioannis Metaxas tras las elecciones de 1936, esto frustró sus ambiciones de ejercer de intermediario entre las fuerzas armadas y el soberano.

### Comandante en jefe y la guerra mundial
A lo largo de los años escaló varios puestos hasta llegar a comandante en jefe, y comandó las fuerzas griegas contra la invasión italiana de octubre de 1940. Repelió el primer avance italiano y obligó al Ejército italiano a replegarse a Albania. Metaxas, a diferencia del rey, desconfiaba de la capacidad de Papagos y lo mantuvo en la capital gran parte de la campaña, que hubo de dirigir desde Atenas. Metaxas influyó en las decisiones militares hasta su muerte en enero de 1941. A pesar de que un segundo ataque también fue rechazado, Alemania entró en la guerra a comienzos de abril, y los griegos fueron derrotados y obligados a capitular.
Papagos fue arrestado y enviado a un campo de concentración en 1943, siendo devuelto al país en 1945. 

### La guerra civil y al frente del gobierno
En 1949 fue nuevamente él quién comandó al ejército griego contra fuerzas comunistas. En 1952 fue elegido primer ministro, cargo que desempeñó hasta el día de su muerte.